# Bambi 2
Bambi 2, v originále Bambi II, je americký animovaný film studia Walta Disneye z roku 2006. Jde o filmovou pohádku, která vypráví část životního příběhu malého kolouška jelena Bambiho.
Jde o doplněk a pokračování (částečný remake) původního snímku Bambi z roku 1942, který spadá do klasické filmové řady tzv. animované klasiky Walta Disneye. Snímek doplňuje původní děj filmu o vynechanou pasáž Bambiho mládí a dospívání, kdy musel žít bez své matky (laně), kterou zabili lovci. O Bambiho se v té době staral jeho otec statný a mohutný jelen "Velký kníže lesa", kterému s tím pomáhalo mnoho Bambiho kamarádů - lesních zvířat, především pak tchoř Kvítek, Výr a králík Dupík.
Režisérem filmu byl Brian Pimental, který byl i spoluautorem scénáře, který vytvořil společně s Jeanne Rosenbergovou. Oproti původnímu filmu se zde mnohem více mluví. Nová je také filmová hudba.
Námět pochází z dětské knihy, kterou napsal rakouský spisovatel Felix Salten v roce 1923 pod původním názvem Bambi. Eine Lebensgeschichte aus dem Walde.

## Hrají
- Patrick Stewart, Alexander Gould, Anthony Ghannam, Andrea Bowen, Mary Matilyn Mouser, Ariel Winter